# Ettenhausen an der Suhl
Ettenhausen an der Suhl is een plaats en voormalige gemeente in de Duitse deelstaat Thüringen, en maakt deel uit van de Wartburgkreis.
Ettenhausen an der Suhl telt  inwoners.
De bestuurstaken liet de gemeente uitvoeren door de gemeente Marksuhl tot deze op 6 juli 2018 werd opgenomen in de gemeente Gerstungen. Ettenhausen an der Suhl werd op diezelfde dag opgenomen in Bad Salzungen.